# El Amir Farouq
El Amir Farouq (ar.: الامير فاروق) – slup egipskiej marynarki wojennej z okresu międzywojennego, zbudowany w Wielkiej Brytanii. Był okrętem flagowym marynarki Królestwa Egiptu. Zatopiony w 1948 roku przez izraelskie siły specjalne podczas I wojny izraelsko-arabskiej. Nazwa zapisywana jest także w formie „El Amir Farouk”.

## Budowa
Okręt zamówiony został dla marynarki egipskiej po uzyskaniu niepodległości przez Królestwo Egiptu od Wielkiej Brytanii w latach 20. XX wieku. W tym czasie Egipt utrzymywał jedynie nieliczną marynarkę, złożoną głównie z małych patrolowców, jednostek pomocniczych i transportowych. Jej jedynym większym okrętem u progu lat 20. był brytyjski slup „Sollum” z I wojny światowej. Jedynym większym nowo zbudowanym w okresie międzywojennym okrętem stał się zaś „El Amir Farouk”, zamówiony w Wielkiej Brytanii. Nazwa pochodziła od księcia (późniejszego króla) Faruka i w literaturze spotykana jest w różnych transkrypcjach, a także zniekształconej skróconej formie „Emir Farouk”.
Okręt został zbudowany w angielskiej stoczni Hawthorn Leslie w Newcastle upon Tyne. Został wodowany i ukończony w 1926 roku. Brak jest w popularnej literaturze bliższych dat dotyczących jego budowy. Konstrukcyjnie był podobny do slupów typu Flower z I wojny światowej, lecz różnił się zastosowaniem siłowni z dwoma maszynami parowymi, opalanej paliwem płynnym, a także słabszym uzbrojeniem.

## Opis
Okręt miał kadłub z krótkim podniesionym pokładem dziobowym. Na śródokręciu ciągnęła się nadbudówka, z przodu której był podwyższony mostek. Pojedynczy pochylony komin znajdował się pośrodku długości okrętu. Na spardeku nadbudówki po bokach były rozmieszczone łodzie ratunkowe. Sylwetkę uzupełniały dwa lekko pochylone maszty: na końcu pokładu dziobowego i na końcu nadbudówki. Pokład rufowy był zajęty przez osobną niewielką pokładówkę. Załoga liczyła początkowo 70 osób.
Długość całkowita okręt wynosiła 75,29 m, szerokość 10,36 m, a zanurzenie 4,04 m. Wyporność (bez bliższego określenia) wynosiła 1441 ts (ton angielskich).
Uzbrojenie artyleryjskie było słabe i obejmowało tylko jedną armatę kalibru 57 mm (6-funtową) o długości lufy 40 kalibrów (L/40) Hotchkiss na pokładzie dziobowym. Uzupełniały je cztery karabiny maszynowe kalibru 7,7 mm. Po II wojnie światowej uzbrojenie mogło zostać wzmocnione.
Okręt napędzany był przez dwie maszyny parowe potrójnego rozprężania o łącznej mocy indykowanej 2800 hp, poruszające dwa wały śrub. Parę dostarczały dwa kotły opalane paliwem płynnym. Prędkość maksymalna wynosiła 17 węzłów.

## Służba
„El Amir Farouq” wszedł do służby w 1926 roku. Został okrętem flagowym marynarki Królestwa Egiptu. Był jednym z tylko dwóch jej większych okrętów w okresie międzywojennym i II wojny światowej, nie licząc transportowców. Formalnie podlegał Administracji Straży Wybrzeża i Rybołówstwa.
Podczas I wojny izraelsko-arabskiej, „El Amir Farouq” został zatopiony przez izraelskich komandosów za pomocą motorówek wybuchowych w trakcie operacji Jo’aw pod Gazą 22 listopada 1948 roku. Spotykana jest też w publikacjach data 22 października 1948 roku.